# Trubbskinn
Trubbskinn (Hyphoderma obtusum) är en svampart som beskrevs av J. Erikss. 1958. Trubbskinn ingår i släktet Hyphoderma och familjen Meruliaceae.  Arten är reproducerande i Sverige. Inga underarter finns listade i Catalogue of Life.